# Beuvry
Beuvry (ook: Beuvry-lez-Béthune) is een gemeente in het Franse departement Pas-de-Calais (regio Hauts-de-France). De gemeente maakt deel uit van het arrondissement Béthune. De gemeente ligt net ten oosten van de stad Béthune. Beuvry telde op 1 januari 2022 9.078 inwoners. 

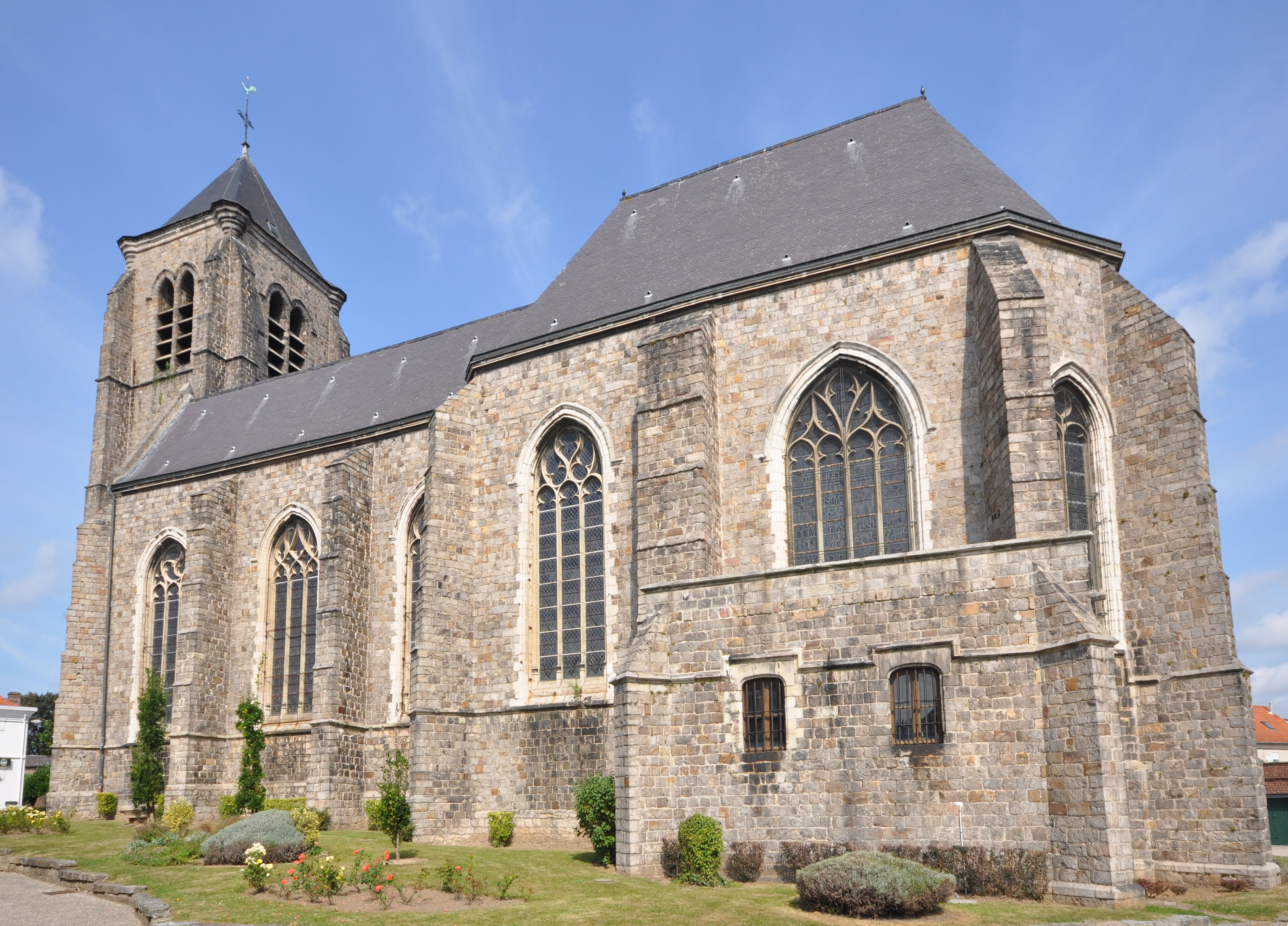
Église Saint-Martin

## Geschiedenis
In 1994 fuseerde de gemeente met de gemeente Béthune in een fusion association. De inwoners toonden al gauw onvrede met deze fusie en in 1997 werd de fusie weer ongedaan gemaakt en werd Beuvry weer zelfstandig.

## Geografie
De oppervlakte van Beuvry bedroeg op 1 januari 2022 16,85 vierkante kilometer; de bevolkingsdichtheid was toen 538,8 inwoners per km². De gemeente wordt doorsneden door het Canal d'Aire. Het centrum van Beuvry ligt ten zuiden van het kanaal, ten noorden ligt in de gemeente het gehucht Gorre en nog verder noordwaarts Le Hamel. In het oosten van de gemeente ligt een oud zijkanaal, het Canal de Beuvry, met daarrond het gehucht Le Préolan

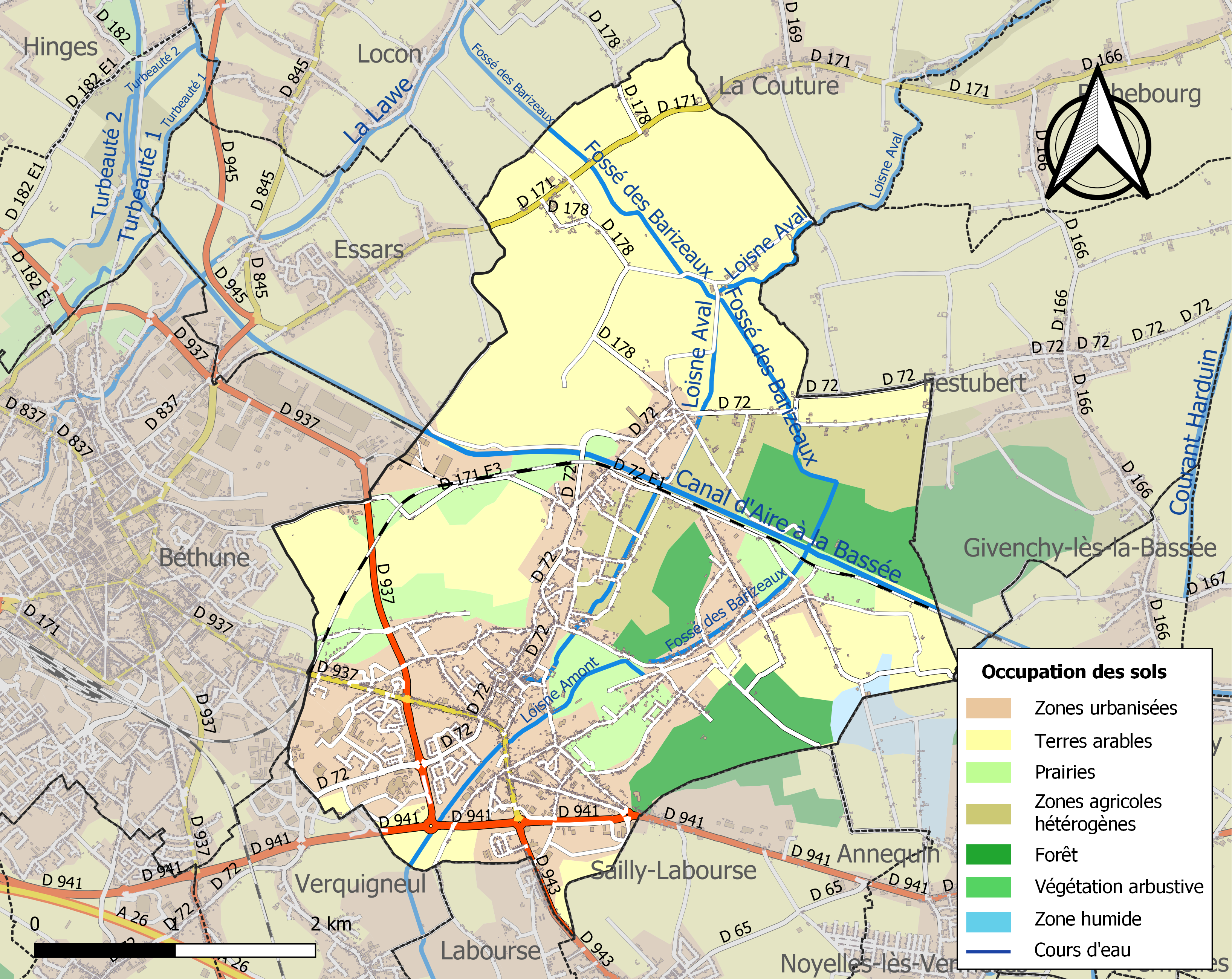
Kaart van de gemeente met belangrijkste infrastructuur, bodemgebruik en omliggende gemeenten

## Bezienswaardigheden

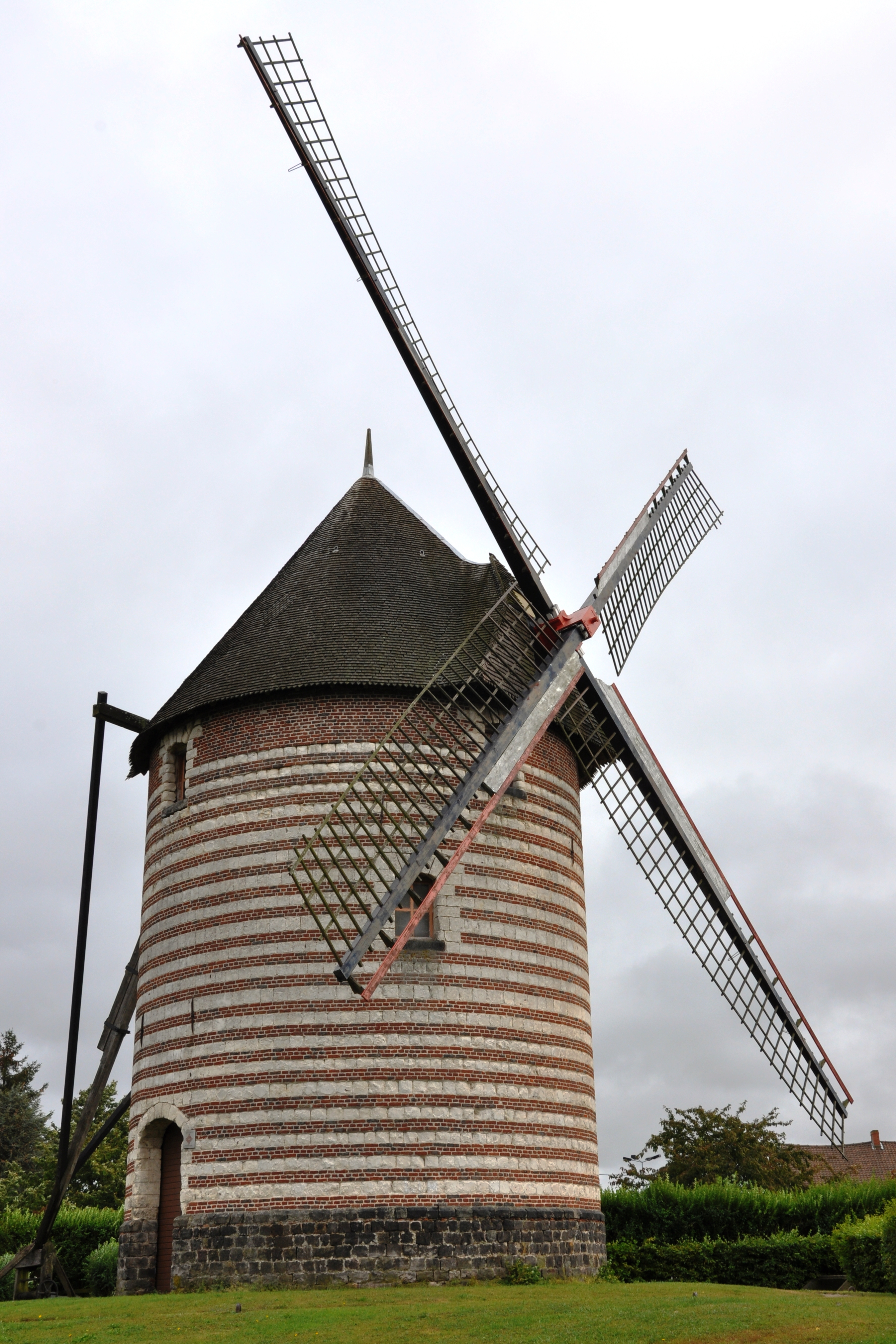
Molen van Beuvry

- De 16de-eeuwse Église Saint-Martin in het centrum werd in 1920 geklasseerd als monument historique.
- De Église Saint-Pierre in Gorre
- De Ferme de la Belleforière dateert uit de 14de eeuw en werd in 1698 herbouwd. De gevel en het dak werden als monument historique ingeschreven in 2007.
- Van het 17de-eeuwse Manoir de l'Estrasselle werden de gevel en het dak ingeschreven als monument historique in 1966
- De Molen van Beuvry uit 1811 werd in 1987 ingeschreven als monument historique.
- Op de gemeentelijke Begraafplaats van Beuvry bevinden zich iets meer dan 100 Britse oorlogsgraven van gesneuvelden uit vooral de Eerste Wereldoorlog, maar ook de Tweede Wereldoorlog. Bij de gemeentelijke begraafplaats bevindt zich ook een Britse militaire extensie, het Beuvry Communal Cemetery Extension, waar nog eens bijna 200 gesneuvelden rusten, voornamelijk uit de Eerste Wereldoorlog. Bij het gehucht Gorre bevindt zich nog Gorre British and Indian Cemetery, met meer dan 900 gesneuvelden uit de Eerste Wereldoorlog, waaronder meer dan 90 gesneuvelde Indiërs.

## Demografie
Onderstaande figuur toont het verloop van het inwonertal (bron: INSEE-tellingen).

## Verkeer en vervoer
In de gemeente bevindt zich het station Beuvry langs de spoorlijn Fives - Abbeville.

## Geboren
- Antoine L'Hote (2005), wielrenner